# Platyarthrus beieri
Platyarthrus beieri är en kräftdjursart som beskrevs av Hans Strouhal1955. Platyarthrus beieri ingår i släktet Platyarthrus och familjen myrbogråsuggor. Inga underarter finns listade i Catalogue of Life.